# تنوع زیستی گاما
در بوم‌شناسی، تنوع گاما (تنوع γ)، کل تنوع گونه‌ای در یک چشم‌انداز است. این اصطلاح توسط آر. ویتاکر همراه با اصطلاحات تنوع آلفا و تنوع بتا معرفی شد. ایده ویتاکر این بود که تنوع کل گونه‌ها در یک چشم‌انداز (γ) توسط دو چیز متفاوت تعیین شود، میانگین تنوع گونه‌ای در مکان‌ها در مقیاس محلی‌تر (α) و تمایز بین آن مکان‌ها (β). بر اساس این استدلال، تنوع آلفا و تنوع بتا اجزای مستقل تنوع گاما را تشکیل می‌دهند:
{\displaystyle \gamma =\alpha +\beta }